# 前沢長重
前沢 長重（まえざわ ながしげ、1895年（明治28年）7月8日 - 1990年（平成2年）10月3日）は、大日本帝国陸軍軍人。最終階級は陸軍少将。兵科は歩兵科。

## 経歴
1895年（明治28年）に茨城県で生まれた。陸軍士官学校第30期、陸軍大学校第43期卒業。1941年（昭和16年）3月1日に陸軍大佐に進級し、7月28日に留守第57師団参謀長（東部軍）に就任した。1943年（昭和18年）6月に第47師団参謀長に転じ、1944年（昭和19年）7月に留守第57師団参謀長に戻った。
1945年（昭和20年）3月1日に陸軍少将に進級し、4月1日に弘前師管区参謀長に着任。6月1日には東北軍管区参謀副長兼第11方面軍参謀副長に転じ、仙台で終戦を迎えた。
1947年（昭和22年）11月28日、公職追放仮指定を受けた。